# 仙店站
仙店站是一个峰福线上的铁路车站，位于福建省武夷山市兴田镇仙店村，建于1997年，目前为五等站，邮政编码为354303。目前不办理客、货运营业。